# Bruxelles-Ingooigem 2002
La Bruxelles-Ingooigem 2002, cinquantacinquesima edizione della corsa, si svolse il 12 giugno su un percorso di 176 km. Fu vinta dal belga Danny Daelman della squadra Palmans-Collstrop davanti all'olandese Jan van Velzen e all'altro belga Andy Cappelle.

## Ordine d'arrivo (Top 10)
| Pos. | Corridore           | Squadra                           | Tempo    |
| ---- | ------------------- | --------------------------------- | -------- |
| 1    | Danny Daelman       | Palmans-Collstrop                 | 4h12'00" |
| 2    | Jan van Velzen      | Bankgiroloterij-Batavus           | s.t.     |
| 3    | Andy Cappelle       | Marlux-Ville de Charleroi         | a 9"     |
| 4    | Richard Faltus      | AC Sparta Praha                   | a 57"    |
| 5    | Luke Roberts        | Team ComNet-Senges                | s.t.     |
| 6    | Paul van Schalen    | Axa-VvZ Professional Cycling Team | a 1'01"  |
| 7    | Jos Lucassen        | Axa-VvZ Professional Cycling Team | s.t.     |
| 8    | Steven De Neef      | Marlux-Ville de Charleroi         | s.t.     |
| 9    | Christoph Roodhooft | RDM-Flanders                      | s.t.     |
| 10   | James Vanlandschoot | Vlaanderen-T Interim              | s.t.     |